# 北村龙平
北村龙平（日语：／ Kitamura Ryūhei，1969年5月30日—），出生于日本大阪，日本电影导演。

## 生平
北村龙平年少时曾经留学澳大利亚，1997年开始创作独立电影。2000年，由北村龙平執导的電影《下地狱》续集《千年决斗》上映，获得国际好评，为他赢得声誉。直至近年来，其导演作品广受好评。

## 執导作品

### 長片
- 《生死相對（日语：VERSUS (映画)）》（2000）
- 《死者回歸（日语：ALIVE (映画)）》（2002）
- 《荒神（日语：Aragami (film)）》（2003）
- 《少女杀手阿墨（日语：あずみ (映画)）》（2003）
- 《心魔大审判（日语：スカイハイ (漫画)）》（2003）
- 《哥吉拉 最後戰役》（2004）
- 《爱与死亡》（LOVE DEATH，2006）
- 《午夜人肉列車》（2008）
- 《接力棒》（BATON，2009）
- 《無人生還（英语：No One Lives）》（2012）
- 《世紀怪盜：魯邦三世（日语：ルパン三世 (2014年の映画)）》（2014）
- 《極限獵殺（英语：No One Lives）》（2017）
- 《噩夢影院（英语：Nightmare Cinema）》（2018）
- 《奪命守門人（英语：The Doorman (2020 film)）》（2020）
- 《天間莊的三姊妹》（2022）

### 短片
- 《天黑後的熱》（heat after dark，1996）
- 《千年决斗外传》（ダウン・トゥ・ヘル，1997）
- 《果醬（日语：Jam Films）》（2002）
  - 章節：《信使 -葬禮在晚上結束-》（the messenger -弔いは夜の果てで-）
- 《朗基努斯之枪（英语：Longinus (film)）》（2004）

### 電子遊戲
- 《合金装备 孪蛇》（2004；過場動畫）

## 監製作品
- 2009年《Baton（バトン）》[1]

## 外部連結
- 北村龍平在互联网电影资料库（IMDb）上的資料（英文）